# Palpusia ptyonota
Palpusia ptyonota is een vlinder uit de familie van de grasmotten (Crambidae), uit de onderfamilie van de Spilomelinae. De wetenschappelijke naam van deze soort is voor het eerst voorgesteld als Nacoleia ptyonota door George Francis Hampson in een publicatie uit 1912.
De soort komt voor in Peru.